# 豊橋市立福岡小学校
豊橋市立福岡小学校（とよはししりつ ふくおかしょうがっこう）は、愛知県豊橋市橋良町にある公立小学校。

## 概要
- 小池町の大部分、東小池町、南小池町の大部分、西小池町、橋良町の大部分、東橋良町、西橋良町の一部、中橋良町、鍵田町、富本町、柳生町、有楽町などが校区であり、公立中学校の進学先は豊橋市立南部中学校である。
- 旧・渥美郡高師村の小学校であった。

## 沿革
この地域の教育としては、江戸時代の嘉永年間に、小浜村の萬福寺に寺小屋が開かれたのが最初といえる。この寺小屋は1873年（明治6年）に廃止されたが、寺小屋で教鞭を取っていた萬福寺の住職は橋良学校でも教鞭をとっている。
- 1874年（明治7年） - 渥美郡橋良村に橋良学校が開校。正光寺[注釈 2]を仮校舎とする。
- 1878年（明治11年） - 佐藤村、山田村、小池村、橋良村、小浜村、小松新田が合併し、福岡村となる。
- 1887年（明治20年） - 尋常小学福岡学校に改称する。
- 1892年（明治25年） - 福岡尋常小学校に改称する。
- 1906年（明治39年）8月31日 - 高師村、野依村、磯辺村、福岡村、植田村、大崎村が合併し、高師村が発足。
- 1907年（明治40年）1月 - 高師村立福岡尋常小学校に改称する。
- 1931年（昭和6年） - 騎兵第十九連隊跡地（現在地）に移転する。
- 1932年（昭和7年）9月1日 - 高師村が豊橋市に編入される。
- 1941年（昭和16年）4月1日 - 福岡国民学校に改称する。
- 1947年（昭和22年）4月1日 - 豊橋市立福岡小学校に改称する。
- 1952年（昭和27年）4月 - 豊橋市立栄小学校を分離する。
- 1985年（昭和60年）4月 - 豊橋市立中野小学校を分離する。

## 交通アクセス
- 豊橋鉄道渥美線愛知大学前駅下車、徒歩約5分。

## 周辺施設
- 愛知大学豊橋キャンパス
- 愛知県立時習館高等学校
- 愛知県立豊橋工科高等学校
- 愛知県立豊橋聾学校
- 豊橋市立南部中学校
- 豊橋市立栄小学校
- 豊橋市立中野小学校
- ユタカ自動車学校
- 蒲郡信用金庫橋良支店
- イオンタウン豊橋橋良
- ホリデイ・スクエア
  - ロワジールホテル豊橋
  - MEGAドン・キホーテ豊橋店
  - ユナイテッド・シネマ豊橋18
  - エックスボウル 豊橋
- 豊橋鉄道渥美線愛知大学前駅